# 알렉산드르 코코린
알렉산드르 코코린(러시아어: Александр Александрович Кокорин, Aleksandr Aleksandrovich Kokorin, 1991년 3월 19일 ~ )은 러시아의 축구 선수로 포지션은 스트라이커이며 현재 키프로스 퍼스트 디비전의 아리스 리마솔 소속이다.
2008년 FC 디나모 모스크바와 3년 계약을 하고, 같은 해 10월 4일에 열린 사투른 라멘스코예와의 경기에서 데뷔하였다. 이 경기에서 코코린은 17세 199일로 골을 기록하며 러시아 프리미어리그 최연소 득점 기록을 경신하였다. 11월 3일 FC 로코모티프 모스크바와의 모스크바 더비 경기에선 결승골을 기록하였다. (디나모 모스크바 1-0 로코모티프 모스크바) 2009년 7월, 글래스고에서 열린 셀틱 FC와의 UEFA 챔피언스리그 3차 예선 1차전에서 골을 넣으며 팀의 1-0 승리를 이끌기도 하였다.
코코린은 러시아 21세 이하 축구 국가대표팀에서 뛰던 선수로, 2011년 유럽 21세 이하 선수권 대회 예선에 참여한 바 있다. 2011년 11월 그리스와의 친선전에서 러시아 축구 국가대표팀에 발탁되어 그 경기에서 대표팀 데뷔전을 치렀다. 2012년 5월 25일, 코코린은 러시아의 UEFA 유로 2012 선수 명단에 포함되었다.
2013년 7월 4일에 1900만유로에 FC 안지 마하치칼라로 이적하였으나 팀의 재정난으로 2013년 8월 6일FC 디나모 모스크바로 이적료없이 영입되었다.
2018년 10월 한 카페에서 러시아 고위 공무원 데니스 박에게 "중국인은 중국으로 돌아가라"며 인종차별적 발언을 하고 의자로 가격하는 등 폭행을 가해 파벨 마마예프과 함께 체포되었다. 2019년 5월 8일 18개월 징역형을 받았고 구금된 기간을 포함해 2019년 12월 14일에 석방될 예정이었으나 2019년 9월 17일 석방됐다.
석방된 후 제니트 상트페테르부르크와 2019-20 시즌 종료까지 새로운 계약을 체결하였다.